# Cantó de Nouzonville
El cantó de Nouzonville és un cantó francès del departament de les Ardenes, situat al districte de Charleville-Mézières. Té 4 municipis i el cap és Nouzonville.

## Municipis
- Gespunsart
- Joigny-sur-Meuse
- Neufmanil
- Nouzonville

## Història
| Data d'elecció                           | Identitat       | Partit        | Qualitat |
| ---------------------------------------- | --------------- | ------------- | -------- |
| 1973-1992                                | André Fuzellier | PS            |          |
| 1992-1998                                | Guy Istace      | Divers gauche |          |
| 1998-2004                                | Pierre Ledemé   | PS            |          |
| 2004-                                    | Pierre Cordier  | Divers droite |          |
| les dades anteriors no són pas conegudes |                 |               |          |
|                                          |                 |               |          |

## Demografia
| A partir de 1990: Població sense dobles comptes |